# Стивенс, Уоррен
Уоррен Америн Стивенс (англ. Warren Amerine Stephens; род. 18 февраля 1957) — американский бизнесмен. Он является председателем, президентом и главным исполнительным директором (CEO) Stephens Inc., частного инвестиционного банка. Стивенс живёт в Литл-Роке, штат Арканзас.
2 декабря 2024 года избранный президент Дональд Трамп объявил о выдвижении Стивенса на пост посла США в Великобритании.

## Биография

### Ранняя жизнь и образование
Стивенс родился в Литл-Роке, сын Джексона Т. Стивенса и Мэри Америн Стивенс. Отец Уоррена, «Джек» Стивенс, и его дядя, «Витт» Стивенс, были партнерами в качестве инвесторов и финансистов в инвестиционной фирме Stephens Inc.
Уоррен начал свое образование в Литл-Роке, а в 1975 году окончил Trinity Presbyterian High School в Монтгомери, штат Алабама. Он окончил Университет Вашингтона и Ли в 1979 году со степенью бакалавра по экономике и получил степень магистра делового администрирования в Университете Уэйк Форест в 1981 году.

### Карьера
Стивенс присоединился к своему отцу и дяде в инвестиционном банковском бизнесе в Литл-Роке, в котором работало 139 человек. В то время фирма работала во многом как один из старых британских торговых банков, инвестируя средства фирмы и семьи в различные предприятия. Stephens Inc известна тем, что провела IPO Wal-Mart Stores в 1970 году.
Стивенс начал работать в качестве помощника в отделе корпоративных финансов, сосредоточившись на нефти и газе. Он возглавил отдел в 1983 году и много времени уделял слияниям и поглощениям. 18 февраля 1986 года Стивенс был назначен президентом и генеральным директором Stephens Inc.
В 1990 году он был старшим советником Tyson Foods при приобретении Holly Farms в ходе девятимесячной битвы за поглощение. Он является всего лишь третьим председателем, президентом и генеральным директором за более чем 90 лет работы фирмы с 1933 года.
В 2006 году Стивенс приобрёл 100 процентов выпущенных акций Stephens Inc. у других членов семьи.
Стивенс входит в совет директоров Dillard’s.

## Политическая деятельность
Республиканец, он поддерживал Боба Доула в 1996 году, Стива Форбса в 1999 году и Майка Хакаби. Стивенс был спонсором Митта Ромни в 2012 году. Он критиковал президентов Билла Клинтона и Барака Обаму. Во время выборов 2016 года Стивенс и его брат Джексон Стивенс были основными финансовыми спонсорами движения Stop Trump.
Во время президентских выборов 2020 года Стивенс пожертвовал более 3 миллионов долларов комитетам Super PAC, поддерживающим Трампа. На республиканских президентских праймериз 2024 года Стивенс был основным финансовым спонсором Асы Хатчинсона и Никки Хейли. Во время президентской кампании 2024 года Стивенс также внес вклад в MAGA Inc., комитет Super PAC, связанный с Дональдом Трампом.
В декабре 2024 года Дональд Трамп выдвинул его на должность посла США в Соединённом Королевстве.

## Филантропия
Стивенс входил в совет попечителей своей альма-матер, Университета Вашингтона и Ли. Стивенс и его жена Харриет являются благотворителями различных организаций, в частности, Епископальной коллегиальной школы и Центра искусств Арканзаса, оба в Литл-Роке.